# Saxondale

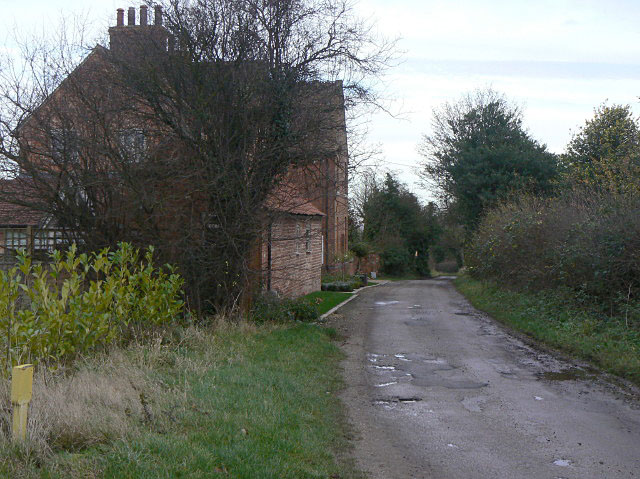
Hoofdstraat van Saxondale

Saxondale is een civil parish in het bestuurlijke gebied Rushcliffe, in het Engelse graafschap Nottinghamshire.